# Acanthocollaritrema umbilicatum
Acanthocollaritrema umbilicatum är en plattmaskart. Acanthocollaritrema umbilicatum ingår i släktet Acanthocollaritrema och familjen Acanthocollaritrematidae. Inga underarter finns listade i Catalogue of Life.